# غوردي ووكر
غوردي ووكر هو لاعب هوكي جليد كندي، ولد في 12 أغسطس 1965 في كاستليغار في كندا.

## وصلات خارجية
- غوردي ووكر على موقع دوري الهوكي الوطني (الإنجليزية)
- غوردي ووكر على موقع EliteProspects.com (الإنجليزية)
- غوردي ووكر على موقع HockeyDB.com (الإنجليزية)
- غوردي ووكر على موقع Hockey-Reference.com (الإنجليزية)